# Ide (jätte)
Ide (fvn Iði, genitiv Iðja) är en jätte i nordisk mytologi. Hans fader hette Ölvalde (Ǫlvaldi) och han hade bröderna Tjatse (Þjazi) och Gang (Gangr). Namnkunnigast av dessa var Tjatse. Ide och Gang är endast omtalade i samband med arvskiftet efter deras fader. Bröderna är också nämnda i Grottesången, där de malande jättinnorna Fenja och Menja skryter med att vara av deras ätt. Men här har Gang fått namnet Aurnir. Namnet Ide (Iði) är också bevarat i ett flertal kenningar för guld, vilka alla har som bakgrund det berömda arvskiftet.

## Arvskiftet efter Ölvalde
När havsjätten Ägir en gång gästade Asgård kom han i samspråk med skaldekonstens gud Brage och fick av honom höra flera historier om forna tider. Bland annat fick han veta hur det gick till när bröderna Ide, Tjatse och Gang skiftade arv efter framlidne jätten Ölvalde, som var mycket guldrik. Om detta berättas i Snorre Sturlassons Edda, Skáldskaparmál, kapitel G56:
| Han [Ölvalde] var mycket rik på guld, och när han dog och hans söner skulle skifta arv, höllo de räkning på guldet, som de skulle skifta, på så sätt, att var och en skulle ta en munfull och alla lika många. En av dem var Tjatse, den andre Ide, den tredje Gang. Och vi ha numera hos oss det talesättet, att vi kalla guldet dessa jättars muntal, men i runor och skaldskap dölja vi det så att vi kalla det dessa jättars mål eller ord eller tal. | Hann [Ǫlvaldi] var mjǫk gullauðigr, en er hann dó ok synir hans skyldu skipta arfi, þá hǫfðu þeir mæling at gullinu er þeir skiptu at hverr skyldi taka munnfylli sína ok allir jafnmargar. Einn þeira var Þjazi, annarr Iði, þriði Gangr. En þat hǫfum vér orðtak nú með oss at kalla gullit munntal þessa jǫtna, en vér felum í rúnum eða í skáldskap svá at vér kǫllum þat mál eða orðtak, tal þessa jǫtna. |  |

Berättelsens syfte är att förklara varför guld i kenningar kan omskrivas som någon av dessa jättars ”munfull”. Ordet ”munfull” kan dessutom omskrivas som ”mål, ord eller tal”. Kenningar av detta slag har skalder använt ända fram till dess att skaldediktningen ersattes av rimor och några av dem är mycket gamla. I synnerhet tycks namnet Ide (Iði) ha varit populärt i guldkenningar. Det gamla Bjarkamál har exempelvis Iðja glysmǫ́l (”Ides skinande tal”) som omskrivning för guld, och Gisle Sursson använder kenningen Iðja niðleikr (”Ides bröders lek, lekande tal”=guld). Andra exempel är Iðja rǫdd (”Ides röst”), Iðja mál (”Ides tal”), Iðja orð (”Ides ord”) och till och med Iðja galdr (”Ides galder”). Den slutsatsen ligger nära till hands att jätten Ölvalde och hans söner har figurerat i ett en gång välkänt men nu till största delen förlorat komplex av myter. Antydningar om detta finns också i Grottesången, där de malande jättemörna Fenja och Menja, sedan de tröttnat på slavdrivaren Frode, skryter om sin egen goda härstamning från urstarka bergresar, bland dem Tjatse och Ide – men den tredje brodern Gang kallas här Aurnir.
| Hård var Hrungner, hård var hans fader: kämpastarkare Tjatse var, och Ide och Aurnir, ättmän till oss, bergresars bröder – vi är borna av dem. | Harðr vas Hrungnir ok hans faðir, þó vas Þjazi þęim ǫflgari, Iði ok Aurnir, okrir niðjar, brœðr bergrisa, bornar erum þęim. |  |

## Namnet
Namnet Ide (Iði) betyder kanske ”den som är i rörelse”, ”den verksamme” eller ”den hårt arbetande”. Substantivet ið (”ständig rörelse, oro”) är samma ord som svenskans id (”arbete, flit”) som finns i ”idog”, men eftersom ingen myt om Ides liv har bevarats går det inte att säga vad namnet syftar på.